# Philipp Ludwig von Seidel

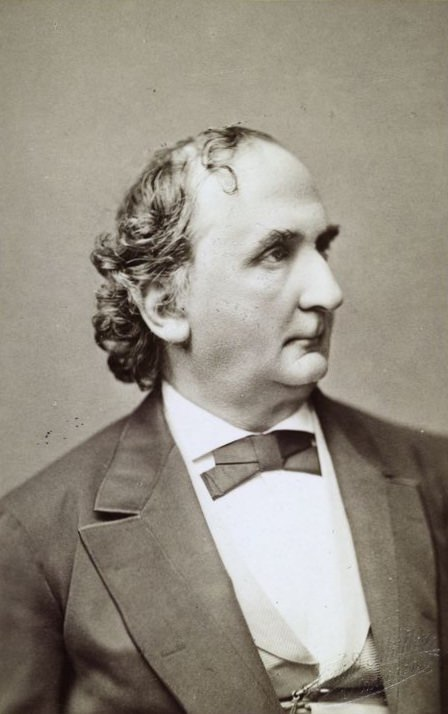
Philipp Ludwig von Seidel

Philipp Ludwig von Seidel (Zweibrücken, 23 ottobre 1821 – Monaco di Baviera, 13 agosto 1896) è stato un matematico tedesco.

## Biografia
È stato un membro dell'accademia delle scienze di Monaco di Baviera e ha svolto l'attività di docente presso la locale università.
Philipp Ludwig Von Seidel ha dedicato la propria attività di ricerca in diversi campi della matematica, privilegiando l'ambito della fisica matematica, dando un contributo rilevante nel determinare le aberrazioni nell'ottica.
Il matematico ha fornito un contributo anche nello studio del calcolo delle probabilità, dell'analisi matematica e dei sistemi, creando il metodo di Gauss-Seidel.